# بيدرو رودريغيز (كاهن كاثوليكي)
بيدرو رودريغيز (بالإسبانية: Pedro Rodríguez Quijada)‏ (و. القرن 13 – 1310 م) هو كاهن كاثوليكي إسباني، ولد في إسبانيا، توفي في أفينيون.

## مناصب
تولى منصب الكاردينال
- أسقف كاثوليكي.